# Ciclismo ai Giochi della XI Olimpiade - Chilometro a cronometro
La competizione del chilometro a cronometro di ciclismo dei Giochi della XI Olimpiade si svolse il giorno 8 agosto 1936 al Velodromo olimpico di Berlino, in Germania.

## Risultati
| Pos.    | Atleta           | Nazione       | Tempo  |
| ------- | ---------------- | ------------- | ------ |
| Oro     | Arie van Vliet   | Paesi Bassi   | 1'12"0 |
| Argento | Pierre Georget   | Francia       | 1'12"8 |
| Bronzo  | Rudolf Karsch    | Germania      | 1'13"2 |
| 4       | Benedetto Pola   | Italia        | 1'13"6 |
| 5       | Arne Pedersen    | Danimarca     | 1'14"0 |
| 5       | László Orczán    | Ungheria      | 1'14"0 |
| 7       | Raymond Hicks    | Gran Bretagna | 1'14"8 |
| 8       | George Giles     | Nuova Zelanda | 1'15"0 |
| 8       | Eduard Baumann   | Svizzera      | 1'15"0 |
| 10      | Albert Sellinger | Stati Uniti   | 1'15"2 |
| 11      | Tasman Johnson   | Australia     | 1'15"8 |
| 12      | Franciscus Cools | Belgio        | 1'16"0 |
| 13      | Alfred Mohr      | Austria       | 1'16"4 |
| 14      | Olaf Haraldsen   | Norvegia      | 1'16"8 |
| 15      | Robert McLeod    | Canada        | 1'17"0 |
| 15      | Ted Clayton      | Sudafrica     | 1'17"0 |
| 17      | Jonas Persson    | Svezia        | 1'17"2 |
| 18      | Thor Porko       | Finlandia     | 1'18"2 |
| -       | Boris Dimitrov   | Bulgaria      | DNF    |